# El-Auenat
El-Auenat (arabisch العوينات al-'Awaynat) oder Serdeles ist eine Kleinstadt, die sich in der Sahara in Libyen befindet. Sie liegt am nördlichen Ende des Akkakus-Gebirges.
El-Auenat liegt an der Straße zwischen Sabha und Ghat. Der Name Serdeles in der Tuareg-Sprache bedeutet „Kleine Quellungen“.